# Интерлеукин 25
Интерлеукин-25 (ИЛ-25) је цитокин из ИЛ-17 цитокин фамилије кога луче тип 2 помоћне T ћелије (Тх2) и маст ћелије. Он је исто познат као ИЛ-17E. ИЛ-25 индукује продукцију других цитокина, укључујући ИЛ-4, ИЛ-5 и ИЛ-13 у више ткива, што стимулише експанзију еосинофила. Овај цитокин је важан молекул који контролише имунитет стомака и био је имплициран у хроничну инфламацију везану за гастроинтестинални тракт. Додатно, ИЛ-25 ген је био идентификован на хромозомском региону асоцираном са аутоимуним болестима стомака као што је упална болест црева (IBD), мада нема директне евиденције која би сугерирала да ИЛ-25 игра било какву улогу у тој болести.